# Dégagnac
Dégagnac település Franciaországban, Lot megyében. Lakosainak száma 637 fő (2022. január 1.). Dégagnac Concorès, Gindou, Gourdon, Lavercantière, Léobard, Peyrilles, Rampoux és Salviac községekkel határos.

## Népesség
A település népességének változása:
| Lakosok száma | 675  | 563  | 522  | 565  | 625  | 647  | 667  | 657  | 649  | 637  |
|               | 1968 | 1982 | 1990 | 2006 | 2013 | 2015 | 2017 | 2019 | 2020 | 2022 |